# توني بايك
توني بايك (بالإنجليزية: Tony Pike)‏ هو لاعب كرة قدم أمريكية أمريكي، ولد في 10 مارس 1986 في سينسيناتي في الولايات المتحدة.

## وصلات خارجية
- توني بايك على موقع مرجع كرة القدم المحترفة.كوم (الإنجليزية)
- توني بايك على موقع كلية كرة القدم في سبورتس رفرنس.كوم (الإنجليزية)